# System Informacji Miejskiej we Wrocławiu

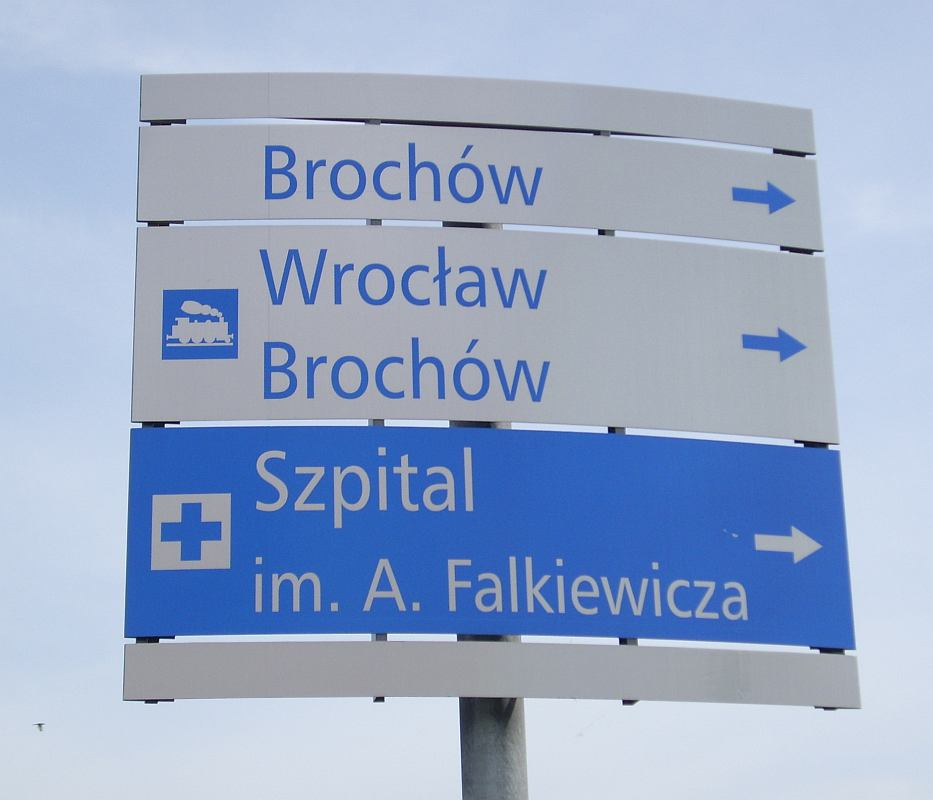
Tablica kierunkowa na Tarnogaju

System Informacji Miejskiej we Wrocławiu – system informacji wizualnej, wzorowany na warszawskim Miejskim Systemie Informacji.

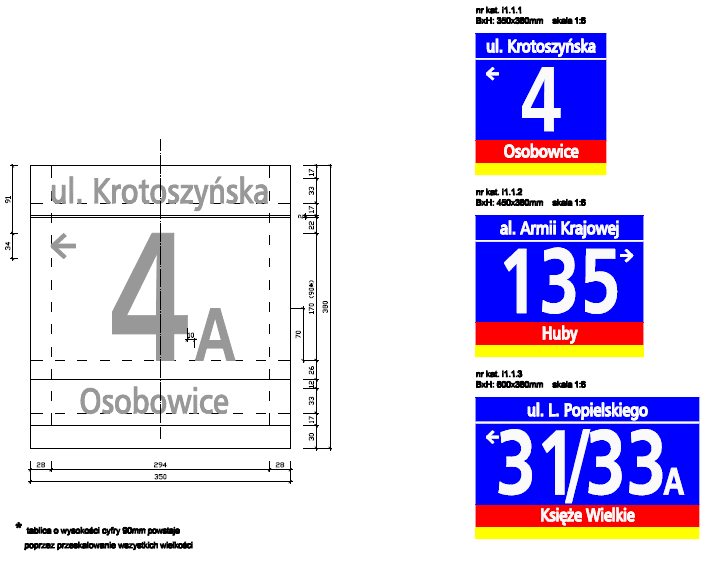
Informacja adresowa według SIM

Pierwsze elementy SIM-u we Wrocławiu ustawiono w 2007 roku (drogowskazy dla pieszych kierujące do zabytków w centrum miasta w kolorze brązowym). Od kwietnia 2008 roku rozpoczęto montaż drogowskazów dla kierowców w kolorze białym i brązowym.

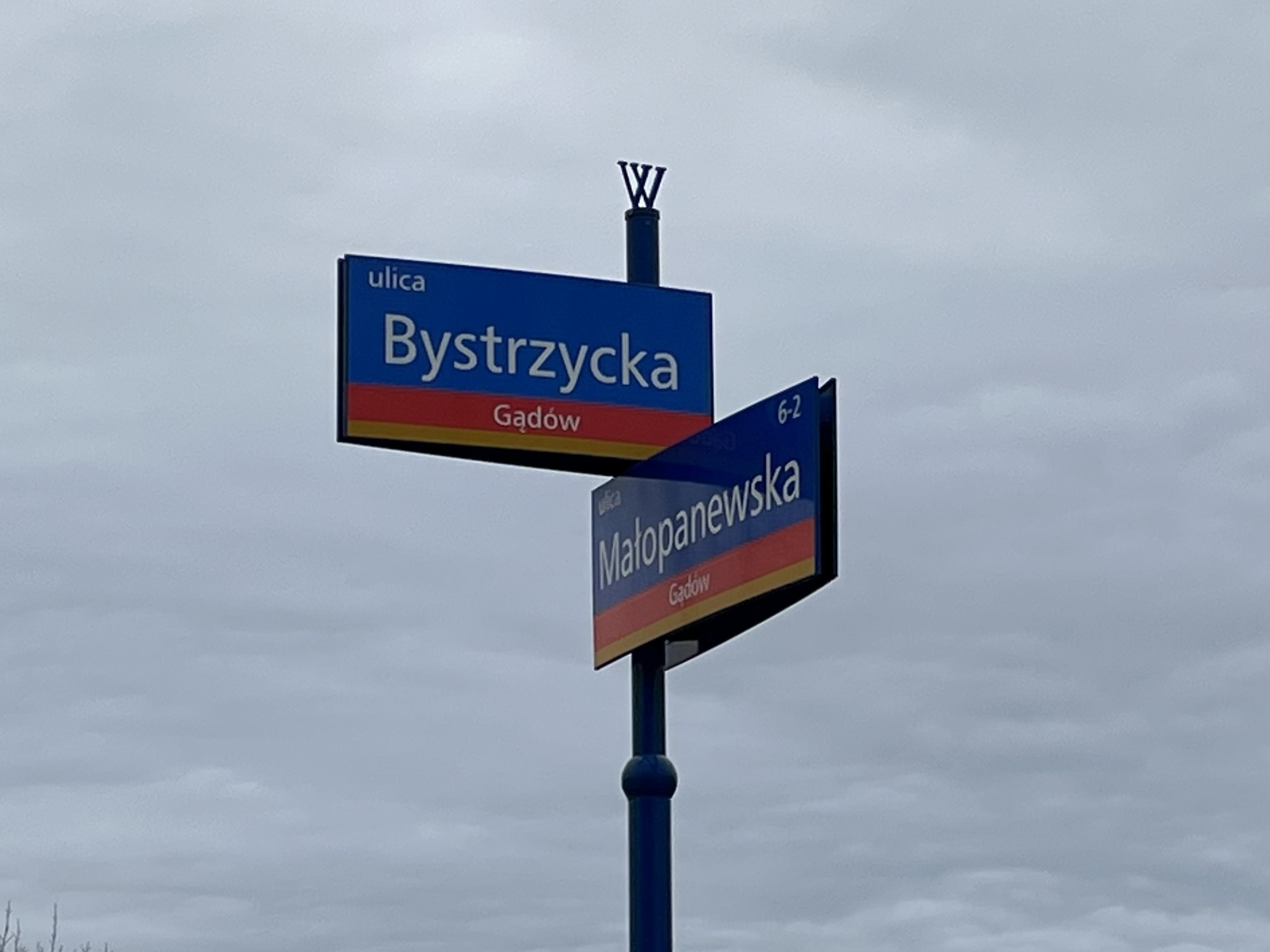
Tablice Systemu Informacji Miejskiej we Wrocławiu

Głównymi punktami orientacyjnymi dla kierowców według systemu są plac Grunwaldzki, plac Jana Pawła II, Centrum, Dworzec Główny i Port lotniczy Wrocław (tablice białe), a także zabytki Katedra, Ratusz, Hala Stulecia (tablice brązowe). Ustawiono też tablice w pobliżu obiektów, do których tablica kieruje np. Uniwersytetu Wrocławskiego, Urzędu Celnego, Urzędu Miejskiego czy Akademickiego Szpitala Klinicznego (niebieskie tło).
Kolejnymi elementami SIM-u we Wrocławiu są tabliczki z numerami posesji oraz z nazwami ulic, brązowe na Starym Mieście i niebieskie w pozostałej części miasta. Pierwszą tablicę z numerem posesji powieszono na Urzędzie Stanu Cywilnego przy ul.Włodkowica (kolor brązowy). Na początku czerwca przy okazji nadania nowych nazw ulicom pojawiły się tablice z ich nazwami: Jacka Kuronia (Huby), Jacka Kaczmarskiego i Marka Petrusewicza (Szczepin). W okresie kilku lat wszystkie tablice z nazwami ulic mają zostać wymienione na zgodne z nowym Systemem Informacji Miejskiej.